# Luiz da Silva
Luiz Humberto da Silva Silva (ur. 28 grudnia 1996 w Limie) – peruwiański piłkarz brazylijskiego pochodzenia występujący na pozycji napastnika w brazylijskim klubie Grêmio. Wychowanek Sportingu Cristal, w swojej karierze grał również w PSV Eindhoven. Znalazł się w kadrze reprezentacji Peru na Copa América 2016.